# Mellow Gold
Mellow Gold – pierwszy album Becka wydany w dużej wytwórni i jedno z czterech różnych wydawnictw wydanych przez niego w roku 1994 (inne to One Foot In The Grave, A Western Harvest Field by Moonlight i Stereopathetic Soulmanure). Został on nagrany w 1993 roku przy użyciu zarówno amatorskich 4-ścieżkowców jak i bardziej skomplikowanych urządzeń studyjnych, co złożyło się na jego chropowate, amatorskie brzmienie. Większość utworów to mieszanka grunge, bluesa i hip-hopowych podkładów z ironicznymi tekstami. Z tego albumu pochodzi najbardziej rozpoznawalny przebój Becka Loser.

## Lista utworów
Wszystkie utwory napisane przez Becka Hansena, poza oznaczonymi inaczej.
1. "Loser" (Beck, Karl Stephenson)
2. "Pay No Mind (Snoozer)"
3. "Fuckin With My Head (Mountain Dew Rock)"
4. "Whiskeyclone, Hotel City 1997"
5. "Soul Suckin Jerk" (Beck, Stephenson)
6. "Truckdrivin Neighbors Downstairs (Yellow Sweat)"
7. "Sweet Sunshine" (Beck, Stephenson)
8. "Beercan" (Beck, Stephenson)
9. "Steal My Body Home"
10. "Nitemare Hippy Girl"
11. "Mutherfuker"
12. "Blackhole" – 7:33

- zawiera ukryty utwór "Analog Odyssey".

## Personel
- Beck – gitara, wokal, produkcja
- Mike Boito – organy (track 8)
- Stephen Marcussen – mastering
- Tom Rothrock – produkcja
- Rob Schnapf – produkcja
- Carl Stephenson – produkcja
- Petra Haden – skrzypce (12)
- David Harte – perkusja (2, 10, 11)
- Rob Zabrecky – bass (12)

## Single
- "Loser"(1994)
- "Pay No Mind (Snoozer)"(1994)
- "Beercan"(1994)